# خانه ملک
خانه ملک مربوط به اواخر دوره قاجار است و در مشهد، ضلع شرقی خیابان امام خمینی، روبروی اداره دارائی واقع شده و این اثر در تاریخ ۱۸ شهریور ۱۳۷۷ با شمارهٔ ثبت ۲۱۱۵ به‌عنوان یکی از آثار ملی ایران به ثبت رسیده است.
این بنا یکی از نمونه خانه‌های زیبای برجا مانده از دوران انتقال معماری در اواخر عصر قاجاریه محسوب می‌شود. بنای مزبور در گذشته بسیار وسیع تر بوده اما اکنون تنها بخش بیرونی آن برجای مانده که شامل دو طبقه است. طبقه بالایی دارای سقف مشبک و منبت کاری شده چوبی و شومینه گچبری زیبایی است. خانه ملک امروزه مرکز هنرهای سنتی میراث فرهنگی و گردشگری خراسان رضوی است.
گفتنی است که مسئول حفظ و احیای محوطه‌های تاریخی سازمان میراث فرهنگی، صنایع دستی و گردشگری خراسان رضوی، حمام خانه ملک را تنها نمونه حمام تاریخی خصوصی دوره خود در شهر مشهد معرفی نموده است. این بنا در سال ۱۳۸۵ به عنوان خانه توریست انتخاب شد.